# Hospital Cajuru
O Hospital Universitário Cajuru (HUC) é um hospital-escola privado, de caráter filantrópico, localizado na cidade de Curitiba, capital do estado brasileiro do Paraná. Tem como mantenedora a "Associação Paranaense de Cultura" (APC, mantenedora da Pontifícia Universidade Católica do Paraná) e integra o campo de estágios da PUC-PR. É o primeiro e maior hospital pronto-socorro do estado.

## História
O hospital foi fundado em 30 de agosto de 1958 pela "União dos Ferroviários" (com a ajuda da RFFSA) com o nome de "Hospital Ferroviário do Cajuru", num prédio anexo a "Escola Ferroviária de Curitiba". A escola e o hospital eram localizados num endereço próximo as antigas instalações das oficinas da "Rede Ferroviária Federal" (o terreno das oficinas é, na atualidade, a Rodoferroviária de Curitiba). Nesta época, o hospital fazia parte do bairro Cajuru e por isso ficou conhecido popularmente como "Hospital Cajuru". Em 1975, com uma mudança na lei de zoneamento da cidade, parte do bairro Cajuru (incluindo o hospital) foi transferido para o bairro Cristo Rei. Mesmo com as modificações de localidade, popularmente continuou com o mesmo nome, só alterando a sua razão social, pois com a venda do estabelecimento para a "Associação Paranaense de Cultura", em 27 de dezembro de 1977, o "ferroviário" deu lugar ao "universitário" em seu registrado de pessoa jurídica.
Desde 2006, o hospital foi credenciado pelo Ministério da Saúde como Unidade de Alta Complexidade em Ortopedia, Traumatologia e Unidade de Transplante Renal.

## Infraestrutura física e profissional
Em 2008, nos seus 50 anos de existência, o hospital mantinha 136,5 mil atendimentos de emergência e ambulatoriais, 16,5 mil internamentos e 13 mil cirurgias por ano.
Em 2020, foram 147 mil atendimentos (4.600 pacientes no pronto socorro por mês, em média), entre internamentos, urgências e emergências, cirurgias e consultas ambulatoriais. Estes atendimentos foram realizados com a ajuda de 944 colaboradores, entre eles, 308 médicos e 110 residentes dos cursos da área de saúde da PUC-PR.
O hospital também conta com um heliponto, inaugura em junho de 2017, além de nove salas cirúrgicas e 206 leitos (29 de UTI, 167 de internação e 10 de cuidados progressivos), e um ambulatório médico.